# Boudou
Boudou är en kommun i departementet Tarn-et-Garonne i regionen Occitanien i södra Frankrike. Kommunen ligger i kantonen Moissac 1er Canton som tillhör arrondissementet Castelsarrasin. År 2022 hade Boudou 755 invånare.

## Befolkningsutveckling
Antalet invånare i kommunen Boudou
| Referens: INSEE |